# Jaromír Ptáček
Jaromír Ptáček (17. prosince 1925 v Německém na Moravě (dnes Sněžné) – 23. prosince 2003) byl český dramatik, dramaturg, grafik a herec.

## Život
Narodil v rodině podnikatele Josefa Ptáčka. Na pozim 1945 nastoupil do nakladatelství Melantrich jako knižní grafik. Onemocněl však tuberkulózou a v následujících letech prodělal mnoho hospitalizací v plicních léčebnách. V letech 1945–1952 studoval nejprve v Praze Filosofické fakultě UK a potom v Brně na Filosofické fakultě MU divadelní vědu a estetiku, absolvoval prací věnovanou české divadelní avantgardě.
V roce 1952 nastoupil jako dramaturg do Československého rozhlasu. Byl členem skupiny umělců, která od 2. poloviny 50. let usilovala o vzkříšení české rozhlasové hry (potlačené v předchozích letech pod vlivem sovětské marxistické estetiky). Toto úsilí vyústilo v úspěšnou vlnu původní rozhlasové tvorby. Nejprve v dramatizacích cizích látek a později ve vlastní dramatické tvorbě naplňoval vizi rozhlasové hry jako myšlenkově závažného, nepopisného a formálně experimentujícího díla. Tematicky se soustředil na existenciální situaci jednotlivce v prostředí totalitního státu. V dramatické tvorbě se inspiroval mj. německou rozhlasovou školou, moderní západní literaturou, hudbou a v neposlední řadě i výtvarným uměním. Řada českých inscenací jeho her musela být později smazána.
V 2. polovině 50. let spolupracoval jako dramaturg s Realistickým divadlem Zdeňka Nejedlého v Praze. V letech 1959–1961 byl zaměstnán v Československém státním filmu, spolutvořil dramaturgickou skupinu Brož – Ptáček. Poté se do rozhlasu vrátil a v roce 1962 vedl dramaturgii rozhlasových her.
Ptáčkovy rozhlasové hry uspěly v zahraničí. V polském překladu je uvádělo Polskie radio Warszawa, německy DeutschlandRadio Berlin, Norddeutscher Rundfunk Hamburg a Westdeutscher Rundfunk (WDR) v Kolíně nad Rýnem. Ve WDR získal Ptáček stabilní pozici, v rozmezí let 1966–1989 zde v překladu Heinricha Kunstmanna zaznělo 11 jeho her.
V roce 1969 vystoupil z KSČ, jejímž členem byl od jara 1945. Zkraje 70. let se nechal hospitalizovat v plicním sanatoriu, kde přežil období politických čistek v Československém rozhlase. V roce 1975 přešel do oddělení dramatických seriálů, kde začal vznikat seriál Jak se máte, Vondrovi? Poskytoval zde práci zakázaným autorům, kteří uváděli své hry pod cizími jmény. V letech 1977–1981 a 1983–1985 probíhaly soudní spory mezi Československým rozhlasem a Jaromírem Ptáčkem o svébytnost a samostatnost textů, zakládající nárok na honorář, nebo o jejich dodání či nedodání. V obou případech Ptáček vyhrál. Když v roce 1985 dovršil důchodový věk, nebylo mu v rozporu s obvyklou praxí umožněno v rozhlase setrvat, a dál proto psal pod smyšlenými jmény.
Do rozhlasu se jako dramaturg oficiálně vrátil až v roce 1990 na výzvu Václava Daňka, který v té době zakládal redakci literárního experimentu a elektroakustické hudby Audio studio. Ptáček zde působil nejen jako dramaturg, ale pod hlavičkou Audio studia uváděl i svoje vlastní rozhlasové hry. Po zániku redakce v roce 1994 přestal psát.
V roce 2005 vydala nakladatelství Větrné mlýny a Divadelní ústav sborník 13 jeho nejvýznamnějších her Nepromlčené případy Jaromíra Ptáčka (editorsky připravil Vilém Faltýnek).

## Dílo

### Rozhlasové hry (výběr)
- 1962 Pět nemístných historií
- 1962 Případ
- 1963 Dívej se k černému nebi
- 1963 Před prahem ticha
- 1964 Kladení do hrobu
- 1964 Šnek na visuté hrazdě
- 1967 A kdo by chtěl opustit město babylónské…
- 1965 Jistý den daleké minulosti
- 1965 Pláč pro pana Jeremiáše
- 1968 Můj bratr Job
- 1969 Chodba mé smrti
- 1968 I kdybychom se odmlčeli
- 1969 Konec dětí
- 1971 Případ obrýlené panny
- 1971 Muži směrem k pólu (cyklus her Franklin, Barents, Peary – Cook, Nobile)
- 1972 Dlouhá cesta domů
- 1973 Pravděpodobná zpráva o posledním rozhovoru
- 1974 Pravděpodobná zpráva o konci země
- 1974 Bellevue
- 1975 Tři věty pro naději a trubku
- 1986 Faethón
- 1986 Tmavomodrý svět
- 1987 Paříž hoří
- 1990 Téma číslo jedna
- 1991 Co se stalo, nemůže se odestát
- 1991 Muzikanti noci
- 1992 Rampa
- 1992 (bez názvu)
- 1993 Titanik
- 1994 Slečny pro všední den, 1994
- 1994 Čekání na Evropu
- 1994 Nesny

### Divadelní hry
- 1969 Konec dětí
- 1989 Muzikanti noci

### Rozhlasové dramatizace (výběr)
- 1960 Kazmar – šaty – Jafeta (1. část dramatizace podle románové trilogie Marie Pujmanové)
- 1960 Cesta Ondřeje Urbana (2. část dramatizace podle románové trilogie Marie Pujmanové)
- 1964 Veliká nemoc (1. část dramatizace na motivy několika sovětských autorů)
- 1964 Dlouhá cesta (2. část dramatizace na motivy několika sovětských autorů)
- 1964 Modravá mlha (3. část dramatizace na motivy několika sovětských autorů)
- 1964 William Shakespeare: Richard III., rozhlasová adaptace, překlad: Zdeněk Urbánek, rozhlasová úprava a režie: Josef Červinka, dramaturgie: Jaromír Ptáček, hudba: Marek Kopele. Hrají: král Richard III. (Jiří Adamíra), král Edvard IV. (Miloš Nedbal), vévoda z Clarence (Otakar Brousek), královna Alžběta (Vlasta Chramostová), lady Anna (Jaroslava Adamová), vévodkyně z Yorku (Leopolda Dostalová), vévoda z Richmondu (Luděk Munzar), vévoda z Buckinghamu (Čestmír Řanda), lord Stanley (Josef Větrovec), lord Hastings (Jaromír Spal), hrabě Rivers (Oldřich Janovský), Catesby (Bohumil Křížek), Radcliff (Bohumil Švarc), Brakenburry (Jiří Suk), londýnský starosta (Ladislav Kulhánek), měšťan a písař (Josef Patočka), vypravěč (Josef Červinka) a další.[1]
- 1970 Zpráva o lásce a bloudění donského kozáka Grigorije Melechova (na motivy románu Michaila Šolochova Tichý Don)

### Herecké role
- 1969 televizní film Die Säcke, Schrank und Schirm, režie Dieter Mahlow

### Výtvarné dílo
Grafiky ze 70. a 80. let byly v květnu 2006 vystaveny v prostorách Divadelního ústavu v Praze, výstavu kurátorsky připravila Věra Ptáčková.